# Белый негр (фильм, 1939)
«Белый негр» (пол. Biały Murzyn) — польский чёрно-белый художественный фильм, снятый в 1939 году режиссёром Леонардом Бучковским.
Экранизация повести Михала Балуцкого (1875).
Премьера фильма состоялась 18 марта 1939 года.

## Сюжет
Главный герой фильма Антони Сикорский, студент-медик, приезжает к отцу — лесничему у графа Липского. Граф оплачивает его учёбу, потому что отец Антония однажды спас ему жизнь. Антони влюблён в графскую дочку Ядвигу, которая вскоре должна выйти замуж за любимого, богатого жениха. Однако тот трагически погибает, а дочь графа понимает, что беременна. Угроза скандала в высшем обществе заставляет её выйти замуж за сына служащего своего отца.

## В главных ролях
- Тамара Вишневская — Ядвига Липская, дочь графа
- Ежи Пихельский — Антони Сикорский, студент-медик
- Александр Жабчинский — Зигмунд, жених Ядвиги
- Барбара Орвид — ассистентка Янка
- Юзеф Венгжин — граф Липский
- Станислав Гролицкий — профессор Зигмунт Севицкий
- Ядвига Вронская — Людвика, жена профессора
- Казимеж Гелла — Якуб Сикорский, отец Антони
- Ванда Яршевская — Мацеёва
- Мечислава Цвиклиньская — тётка Ядвиги, графиня Липская.